# Charles Phillips

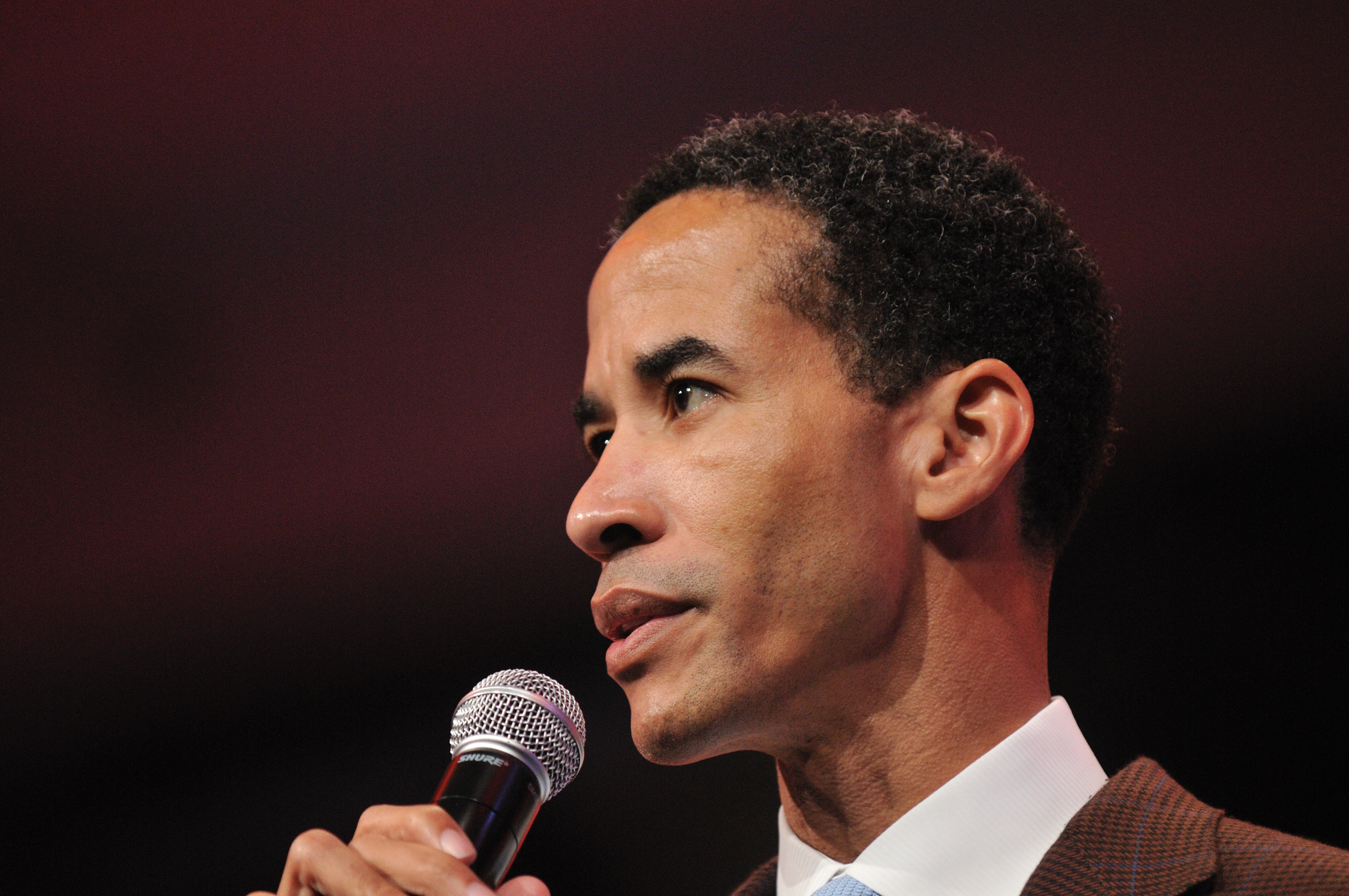
Charles Phillips.

Charles Phillips (Little Rock, 1956) é um cientista da computação norte-americano e atual presidente da INFOR.